# Crescenzio di Roma
San Crescenzio è stato un giovane cristiano che subì il martirio durante l'impero di Diocleziano; è venerato dalla Chiesa cattolica come santo martire.

## Agiografia
Secondo gli Acta, l'unica fonte che narra le vicende di questo santo, Crescenzio era un bambino undicenne che, per la sua fede cristiana, agli inizi del IV secolo fu decapitato sulla via Salaria, fuori della porta. Alcuni dettagli agiografici si confondono con le vicende di san Crescenzo.
Crescenzio venne sepolto nelle catacombe di Priscilla sulla via Salaria a Roma.

## Culto
La sua festa ricorre il 14 settembre.
Il suo corpo, su richiesta del vescovo Antifredo, fu trasportato da Roma a Siena nella metà dell'XI secolo; nel Medioevo era - ed è tuttora- uno dei quattro santi protettori della città toscana con i santi Savino, Ansano e Vittore. 
I resti mortali di altri santi con questo nome si venerano anche nella chiesa di San Marco Evangelista a Giugliano (NA) e nella chiesa di Santa Maria della Misericordia di Pacentro (AQ).